# レイチェル・テイラー
レイチェル・テイラー（Rachael Taylor, 1984年7月11日 - ）は、オーストラリアの女優。
オーストラリアのテレビ番組『ヘッドランド』でメインキャラクターである Sasha Forbes 役を務め、アメリカ合衆国の実写映画『トランスフォーマー』にも出演した。

## 略歴
タスマニア州ローンセストン生まれ。地元のリバーサイド高校に通った後、Skye-Jilly International のモデルになった。そしてミス・ティーン・タスマニアのステイト・ファイナルにまで勝ち残った。
『ザ・ミステリー・オブ・ナタリー・ウッド』というテレビ映画に出演したり、1980年代に放映されたテレビドラマ『ダイナスティ』製作の舞台裏を描いた番組で、キャサリン・オクセンバーグを演じた。また、『巨大怪物 マンシング』や 『シー・ノー・イーヴル 肉鉤のいけにえ』といったホラー映画にも出演した。
2006年4月3日、ロジー賞 (Logie Award) 人気新人女優賞にノミネートされた。
2007年には『トランスフォーマー』にも出演したが、続編への出演は断った。
2008年には、ホラー映画『シャッター』のリメイク版や『ボトル・ドリーム カリフォルニアワインの奇跡』に出演。
2009年には、ロマンティック・コメディ作品である Splinterheads と HBO制作のコメディシリーズ Washingtonienne に出演。

## 主な出演作品

### 映画
| 公開年 | 邦題 原題                                                | 役名                         | 備考 |
| ------ | -------------------------------------------------------- | ---------------------------- | ---- |
| 2005   | 巨大怪物 マンシング Man-Thing                            | テリ・エリザベス・リチャーズ |      |
| 2006   | シー・ノー・イーヴル 肉鉤のいけにえ See No Evil          | ゾーイ                       |      |
| 2007   | トランスフォーマー Transformers                          | マギー・マドセン             |      |
| 2008   | ボトル・ドリーム カリフォルニアワインの奇跡 Bottle Shock | サム・フルトン               |      |
| 2008   | シャッター Shutter                                       | ジェーン                     |      |
| 2008   | 彼が二度愛したS Deception                                | 通路の女                     |      |
| 2009   | ヴァーチャル・ウォーズ Ghost Machine                     | ジェス                       |      |
| 2011   | ダーケストアワー 消滅 The Darkest Hour                   | アン                         |      |
| 2014   | パーフェクト・ルーム The Loft                            | アン・モリス                 |      |
| 2016   | ARQ: 時の牢獄 ARQ                                        | ハンナ/母                    |      |
| 2016   | ゴールド/金塊の行方 Gold                                 | レイチェル・ヒル             |      |

### テレビシリーズ
| 放映年      | 邦題 原題                                          | 役名                 | 備考       |
| ----------- | -------------------------------------------------- | -------------------- | ---------- |
| 2005-2006   | Headland                                           | サシャ・フォーブス   | 計58話出演 |
| 2011        | グレイズ・アナトミー 恋の解剖学 Grey's Anatomy     | ルーシー・フィールズ | 計8話出演  |
| 2011        | 新チャーリーズ・エンジェル Charlie's Angels        | アビー・サンプソン   | 計8話出演  |
| 2012-2013   | 666 パーク・アベニュー NYの悪夢 666 Park Avenue    | ジェーン             | 計13話出演 |
| 2014        | CRISIS 〜完全犯罪のシナリオ Crisis                 | スージー・ダン       | 計10話出演 |
| 2015 - 2019 | Marvel ジェシカ・ジョーンズ Marvel's Jessica Jones | トリシュ・ウォーカー | 計12話出演 |
| 2016        | Marvel ルーク・ケイジ Marvel's Luke Cage           | トリシュ・ウォーカー | 計1話出演  |
| 2017        | Marvel ザ・ディフェンダーズ Marvel's The Defenders | トリシュ・ウォーカー |            |